# Hedyotis ampliflora
Hedyotis ampliflora är en måreväxtart som beskrevs av Henry Fletcher Hance. Hedyotis ampliflora ingår i släktet Hedyotis och familjen måreväxter. Inga underarter finns listade i Catalogue of Life.